# مغامرات سوسان
مغامرات سوسان مسلسل رسوم متحركة ياباني (أنمي) من إنتاج شركة نيبون أنيميشن عام 1988.
المسلسل مكون من 34 حلقة عرضت لأول مرة في اليابان في الفترة من 27 أبريل 1988 إلى 21 سبتمبر 1988. اسمه الأصلي باللغة اليابانية: トッポジージョ (توبو جيجو) وباللغة الإنكليزية: Topo Gigio (توبو غيغيو)، ودبلج إلى العربية بعنوان «مغامرات سوسان» من طرف أستوديو الزهرة أول التسعينات.

## القصة
سوسان في الأصل هو شخصية خيالية لأحد برامج الأطفال الإيطالية التي عرضت في الستينيات. ابتكرت الشخصية الفنانة ماريا بيريغو (بالإيطالية: Maria Perego) عام 1958.

## الشخصيات
سوسان
أداء الصوت: يحيى الكفري
فأر غريب له أذنان كبيرتان
زينة
أداء الصوت: بثينة شيا
الفتاة صاحبة سوسان
ميمي
أداء الصوت: مجد ظاظا
فأرة بيضاء تربيها زينة
سيمو
أداء الصوت: أيمن السالك
فأر نحيف لونه رصاصي، يقيم مع مجموعة فئران في القبو، في نفس البناية التي يقيم فيها سوسان
عوصو
أداء الصوت: مأمون الرفاعي
فأر سمين وصديق سوسان
غضوب
أداء الصوت: فاطمة سعد
امرأة عجوز ثرية ولكنها غليظة وتعامل الناس بقساوة
بيكالو
أداء الصوت: أيمن رضا
قط شرير لونه أسود، ودائما ما يطارد سوسان. ميغالو يقيم في منزل غضوب
فرفور
قط بني، وصديق ميغالو الذي يجلس معه في حديقة منزل
أداء الصوت : مأمون الرفاعي
غرين
أداء الصوت: محمد خاوندي
قط أخضر، وصديق ميغالو وفرفور. لكنه دائما ما يتعرض للإهانة والتوبيخ من قبل ميغالو

## وصلات خارجية
- مغامرات سوسان على موقع ANN anime (الإنجليزية)
- مغامرات سوسان على موقع ANN anime (الإنجليزية)

 (بالإنجليزية)